# João Tota
João Tota Soares de Figueiredo ComMM (Teixeira, 20 de outubro de 1940 – São Paulo, 12 de abril de 2017) foi um engenheiro agrônomo e político brasileiro que foi deputado federal pelo Acre.

## Dados biográficos
Filho de Luís Furtado de Figueiredo e Gregória Simões Ribeiro. Aluno da Universidade Federal da Paraíba formou-se em Agronomia em 1967 e no ano seguinte migrou para o Acre onde trabalhou em Rio Branco fixando-se depois em Cruzeiro do Sul onde foi nomeado prefeito pela ARENA em 1975 visto que a cidade era considerada área de segurança nacional pelo Regime Militar de 1964 e manteve-se no cargo até a eleição direta de seu sucessor em 1985 quando já estava filiado ao PDS sendo derrotado na eleição para senador em 1986.
Sua gestão como prefeito de Cruzeiro do Sul permitiu sua eleição como deputado federal em 1990 votando a favor do impeachment de Fernando Collor em 1992. Suplente na eleição seguinte, foi diretor do Departamento de Estradas de Rodagem no governo Orleir Cameli até que a renúncia de João Maia o levou a ser efetivado em 23 de maio de 1997 sendo reeleito em 1998 e efetivado após o pleito de 2002 quando a Justiça Eleitoral cassou o mandato de Narciso Mendes. Exceto por uma passagem pelo PL sempre esteve ligado a partidos derivados da ARENA até ingressar no PTB. Secretário de Relações Institucionais no governo Jorge Viana, suas incursões políticas mais recentes foram as derrotas na eleição para deputado federal em 2006 e na eleição para vice-prefeito de Cruzeiro do Sul em 2008 na chapa de Zila Bezerra.
Em 2001, Tota foi admitido pelo presidente Fernando Henrique Cardoso à Ordem do Mérito Militar no grau de Comendador especial.
Sua esposa, Maria das Vitórias Soares de Medeiros, obteve quatro mandatos consecutivos de deputada estadual a partir de 1978.
Faleceu, em 12 de abril de 2017, em São Paulo-SP. Estava internado no Hospital Sírio Libanês, há cerca de dois meses, onde tratava de uma doença grave.